# Mesoleptus marginatus
Mesoleptus marginatus là một loài tò vò trong họ Ichneumonidae.